# 阿拜多斯
阿拜多斯（Abydos），位於26°10' N，在今埃及索哈傑省境內。該地名為希臘語，起源於古埃及地名「阿卜杜」。1857年法國考古學者馬里埃特在此發現古埃及神廟遺址，並展開全面性挖掘，之後，陸續有西方考古團體在此大規模發掘。
此遺址在西元前4千年時期已經存在，屬於新石器時代或青銅時代的阿姆哈拉古文化，而此遺址存在時間甚至持續到前1085年左右，而主要考古發現為肯塔美翹和奧西里斯兩埃及神祇所屬神廟。
埃及神話中，此城亦是奧西里斯此位埃及神祇肉體的埋葬處。
圣城阿拜多斯被认为是埃及最重要的考古遗迹之一，它包括很多古代神庙的遗迹，例如乌姆·卡伯是古埃及早期法老的皇家墓地。这些地方被看做是极其重要的墓地，人们都想死后埋葬在这个地方，最后使这个小城成为朝拜中心。
今天，在阿拜多斯最出名的是塞提一世纪念庙，包括第十九王朝的题字，现在被称为阿拜多斯王表。这个埃及法老列表按时间顺序排列了从美尼斯到拉美西斯一世之间绝大多数王朝的法老的王名，其中拉美西斯一世是塞提一世的父亲。大神庙和多数古代城市被埋在塞提神庙以北的现代建筑之下。很多原始的古代遗迹被认为已经不可复原或者丢失，很多已经被现代建筑所破坏。